# I fratelli neri
I fratelli neri (Die Schwarzen Brüder) scritto in due volumi tra il 1940 e il 1941, è il più famoso romanzo della scrittrice tedesca Lisa Tetzner e di suo marito Kurt Held, ma pubblicato solo a nome della prima.
Il libro, ambientato verso la metà del XIX secolo prende spunto dalle storie vere delle popolazioni del Canton Ticino, che a causa della miseria estrema, arrivavano a vendere i propri figli a gente senza scrupoli che, trattandoli come schiavi, li portava a Milano per farli diventare spazzacamini. Il protagonista è il piccolo Giorgio, un ragazzo di Sonogno nel Canton Ticino, in Svizzera, che assieme all'amico Alfredo, tenterà di riscattarsi da questa esistenza dura e senza speranza.
L'autrice si è basata anche su alcuni fatti di cronaca del tempo, quando un traghetto carico di piccoli spazzacamini che erano stati venduti dai genitori in difficoltà economiche, era affondato con la conseguente morte di tutti i suoi piccoli passeggeri. Il romanzo era stato iniziato da Lisa Tetzner in gioventù, ma venne terminato dal marito Kurt Kläber (meglio noto con lo pseudonimo di Kurt Held) durante il periodo dell'esilio in Svizzera dei due coniugi per sfuggire al nazismo. A Kläber, in quanto rifugiato politico, fu però espressamente posto il divieto di pubblicazione, quindi il romanzo poté uscire solamente con il nome della moglie.

## Trama

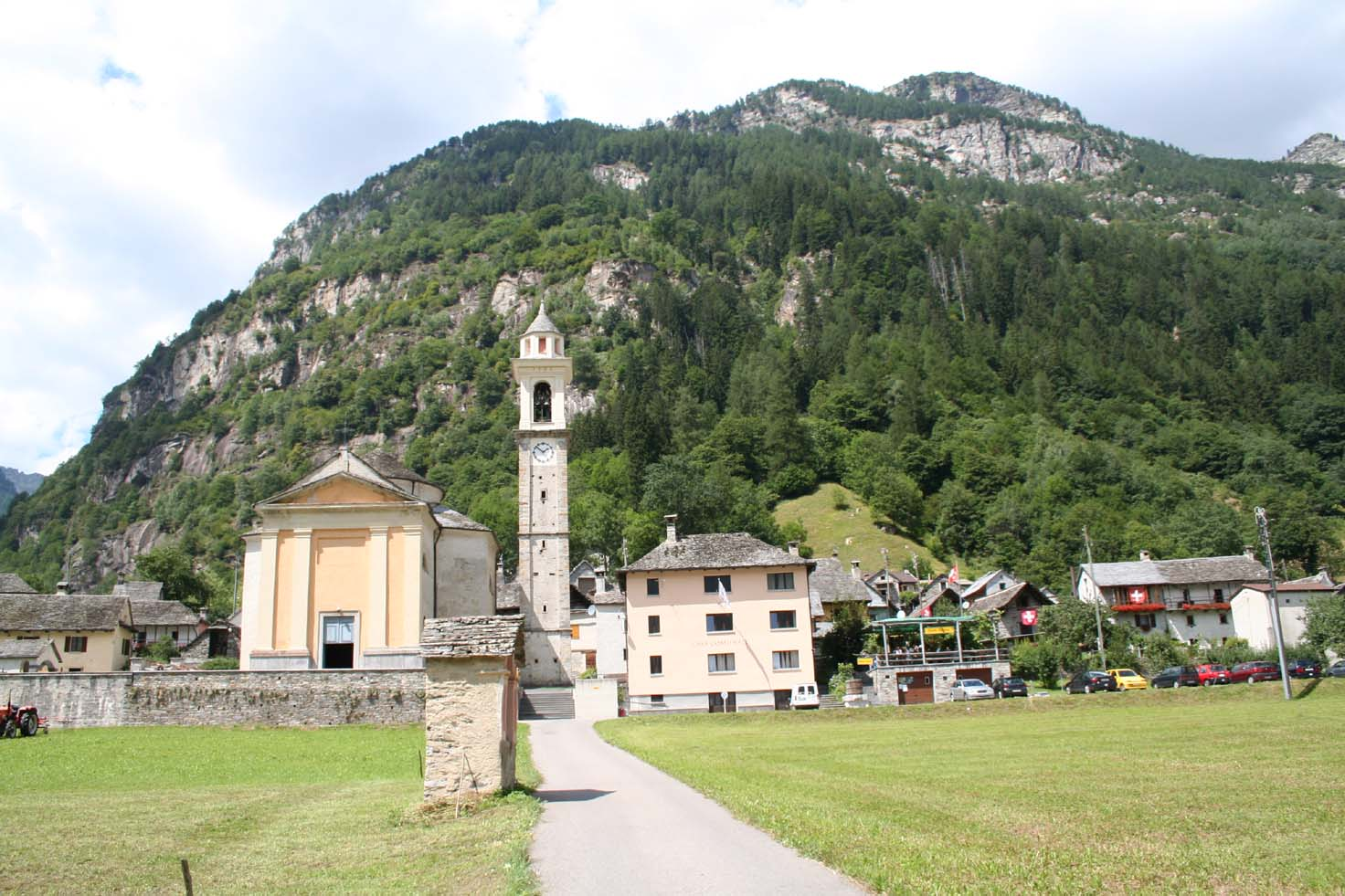
Sonogno, Canton Ticino, Svizzera

Giorgio è figlio di poveri contadini che abitano nel piccolo villaggio di montagna di Sonogno. Un giorno la madre del ragazzo si rompe un piede e poiché la famiglia non dispone di denaro per poter pagare un medico, Giorgio verrà "venduto" per lavorare come spazzacamino. Luini, l'uomo con la cicatrice, porterà quindi Giorgio ed altri bambini come lui a Milano. Durante il pericoloso viaggio Giorgio diventa amico di Alfredo, che proviene da un villaggio della Val Mesolcina.
A Milano Giorgio va a lavorare dal sig. Rossi, che sotto la cattiva influenza della moglie, creerà non pochi problemi al ragazzo. Giorgio, continuamente umiliato da Anselmo, il figlio dei Rossi, riceve cibo appena sufficiente per non morire di fame. Giorgio conosce anche Angeletta, la figlia molto malata dei Rossi, che diventerà subito una sua grande amica e lo aiuterà nei momenti di sconforto. Passa il tempo e il ragazzo stringe amicizia con altri spazzacamini e viene accolto nella banda dei "Fratelli Neri" comandata dall'amico Alfredo, che lotterà duramente contro la banda dei "Lupi". In seguito Alfredo morirà di tubercolosi e al suo funerale le due bande finalmente si riconcilieranno.
Ma le dure condizioni di vita in cui è costretto a vivere, hanno molto indebolito il fisico di Giorgio, che un giorno quasi rischia di soffocare mentre sta lavorando all'interno di un camino intasato. Il dottor Casella si prende cura di lui e riesce a migliorare un po' la sua salute. Intanto Anselmo, il figlio dei Rossi, deruba Giorgio e quando questo se ne accorge Anselmo e la madre gli danno del bugiardo. Il ragazzo assieme a suoi tre amici, decide così di fuggire da Milano, aiutato dai "Lupi". A Lugano ritrova il dottor Casella, che aiuterà i ragazzi a stabilirsi nella città. Mentre Giorgio è a Lugano, riesce a fare arrestare Luini, che verrà condannato ad una lunga pena detentiva. Dopo nove anni, Giorgio e sua moglie Bianca, la sorella di Alfredo, ritorneranno a Sonogno dove presteranno servizio come insegnanti.

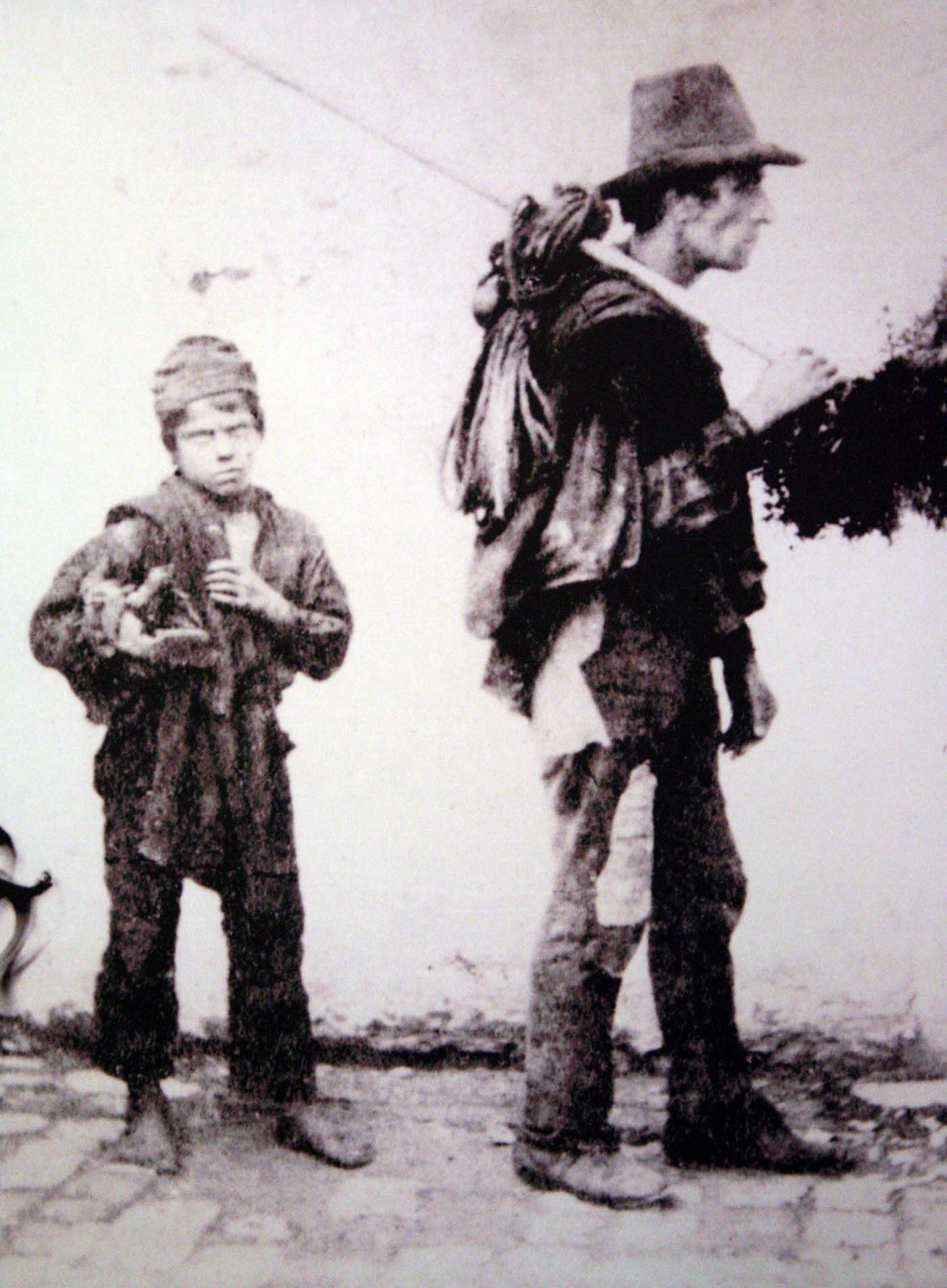
Spazzacamino italiano con il suo "bocia" (apprendista). Foto anonima della fine del XIX secolo.
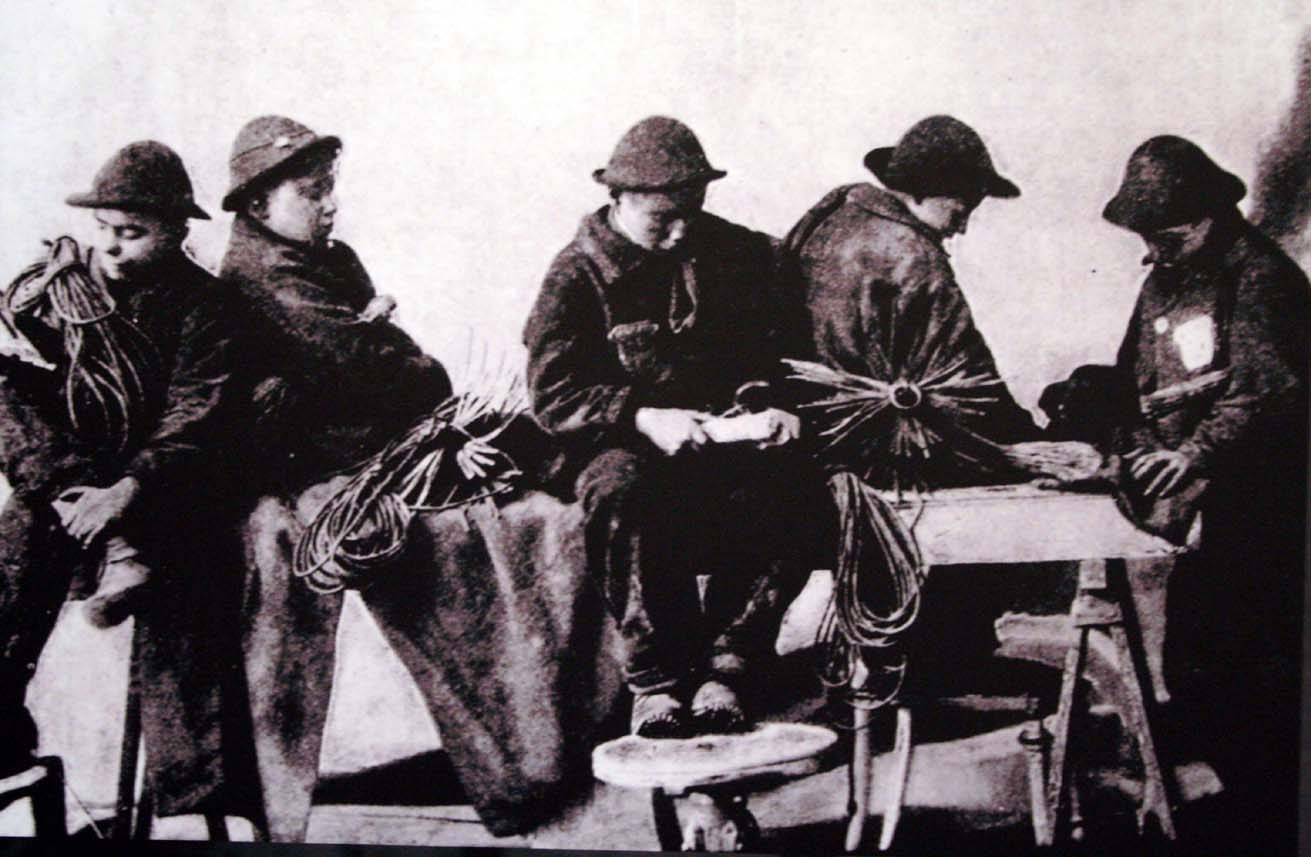
Spazzacamini a Milano, fine del XIX secolo.
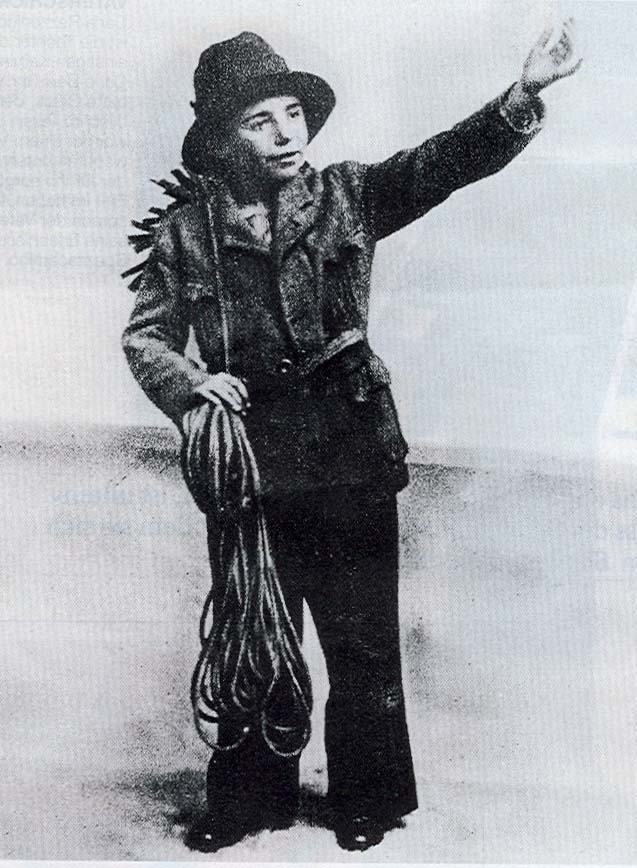
Spazzacamino bambino, fine del XIX secolo.
Spazzacamino piangente, 1865; Dipinto di Antonio Rinaldi, (1816 - 1875), Pinacoteca cantonale Giovanni Züst, Rancate (Mendrisio), Cantone Ticino, Svizzera

## Trasposizioni dell'opera
- Die schwarzen Brüder, riduzione radiofonica, regia di Christiane Ohaus, coproduzione di Radio Bremen, Norddeutscher Rundfunk e Bayerischer Rundfunk, Germania, 2002.
- Die schwarzen Brüder im Auftrag, sceneggiato televisivo, prodotto da ARD, Germania, 1984.
- Spicchi di cielo tra baffi di fumo, serie animata, regia di Kōzō Kusuba, prodotto da Nippon Animation, Giappone, 1995. In questa versione il protagonista è chiamato Romeo.
- Die Schwarzen Brüder, musical, musiche di Georgij Modestov, testo di Mirco Vogelsang, Svizzera, 2007.
- I fratelli neri, trasposizione cinematografica del 2013 diretta da Xavier Koller.

## Edizioni
- Hannes Binder e Lisa Tetzner, I fratelli neri, traduzione di Luisa Crepax, ZOOlibri, 2002,  p. 148, ISBN 88-88254-20-X.

- Lisa Tetzner, Die Schwarzen Brüder, Carlsen, 2002,  p. 481, ISBN 3-551-37125-3.